# إيفرت ليندسي
إيفرت ليندسي (بالإنجليزية: Everett Lindsay)‏ هو لاعب كرة قدم أمريكية أمريكي، ولد في 18 سبتمبر 1970 في برلنغتون في الولايات المتحدة.

## وصلات خارجية
- إيفرت ليندسي على موقع مرجع كرة القدم المحترفة.كوم (الإنجليزية)